# Woman Hungry
Woman Hungry est un film américain réalisé par Clarence G. Badger, sorti en 1931.

## Synopsis
Une femme est convoitée par plusieurs hommes qui sont prêts à se battre pour elle...

## Fiche technique
- Titre : Woman Hungry
- Réalisation : Clarence G. Badger
- Scénario : Howard Estabrook d'après The Great Divide de William Vaughn Moody
- Photographie : Sol Polito et Charles Edgar Schoenbaum
- Montage : Alexander Hall
- Société de production : First National Pictures
- Société de distribution : Warner Bros. Pictures
- Pays d'origine : États-Unis
- Format : Couleurs - 1,37:1 - Mono
- Genre : Western
- Durée : 65 minutes
- Date de sortie : 1931

## Distribution
- Sidney Blackmer : Geoffrey Brand
- Lila Lee : Judith Temple
- Raymond Hatton : Joac
- Fred Kohler : Kampen
- Kenneth Thomson : Leonard Temple
- Olive Tell : Betty Temple
- Blanche Frederici : Mme Temple